# Dagon (opowiadanie)
"Dagon" – opowiadanie amerykańskiego pisarza literatury grozy H.P. Lovecrafta. Powstało ono w lipcu 1917 roku i było jedną z pierwszych historii napisanych przez Lovecrafta. Po raz pierwszy zostało opublikowane w czasopiśmie The Vagrant z listopada 1919 roku. Później ukazało się ono w wydaniu czasopisma Weird Tales z października 1923 roku. "Dagon" jest uważany za jeden z najbardziej znanych tekstów autora.

## Opis fabuły
Opowiadanie jest testamentem spisywanym przez udręczonego, uzależnionego od morfiny mężczyzny, który opowiada o incydencie, który miał miejsce w trakcie jego służby oficerskiej podczas I wojny światowej. Statek, na którym służył, został przechwycony przez niemieckich korsarzy, gdy przemierzał on "najbardziej otwarty i najmniej uczęszczany przestwór wielkiego Pacyfiku". Korsarze jednak obdarzali załogę tak wielką swobodą, że pięć dni później główny bohater, którego imienia nie poznajemy przez całe opowiadanie, samotnie ucieka w szalupie ze statku.
Bohater dryfuje po Pacyfiku, gdzieś na południe od równika. Pewnego razu po obudzeniu się zauważa, że jest "na poły wessany w śluzowatą breję, która rozlewała się aż po horyzont piekielnym, czarnym, rozfalowanym monotonnie bagniskiem". Breja okazuje się być gruntem nowej wyspy, która przypuszczalnie wyszła spod powierzchni wody wskutek aktywności wulkanicznej.
Po trzech dniach czekania na to, aż ląd tajemniczej wyspy utraci swoją lepkość, bohater wyrusza w stronę odległej góry na wyspie w celu poszukiwania pomocy. Podczas podróży na szczyt wzgórza dręczą go senne koszmary.  Gdy dociera nocą na miejsce widzi on w dole ogromną przepaść. Bohater schodzi w dół urwiska, gdzie po drugiej stronie wypełnionej wodą skarpy, w świetle Księżyca spostrzega obelisk z wyrzeźbionymi petroglifami przedstawiającymi morskie zwierzęta oraz sceny plemienne. Postacie przedstawione na obelisku wydają się posiadać zarówno ludzkie jak i rybie cechy. Uwagę protagonisty zwraca wizerunek podobnej postaci, ale o wiele większej, żywiącej się martwym wielorybem. Bohater uznaje po chwili, "że są to tylko wizerunki bogów zrodzonych w wyobraźni jakiegoś prymitywnego rybackiego lub żeglarskiego plemienia". Nagle z wody wyłania się stworzenie "potężne, obmierzłe jak Polifem, zdumiewające niczym potwór z koszmarnych snów". Stworzenie obejmuje obelisk i wydaje z siebie kilka miarowych odgłosów. Wtedy bohater traci zmysły i rozpoczyna ucieczkę, z której niewiele pamięta. Po tym, jak wskakuje on do szalupy, zrywa się ogromny sztorm, a mężczyzna traci pamięć.

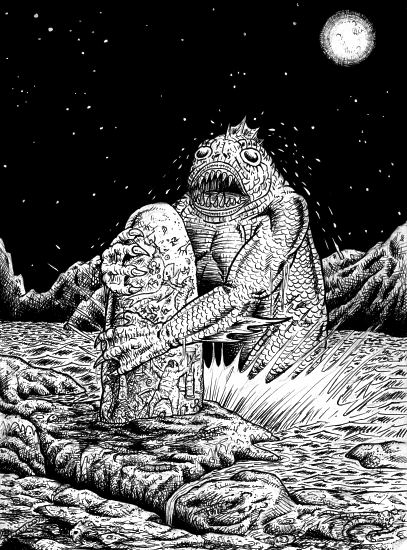
Dagon obejmujący obelisk

Bohater budzi się w szpitalu w San Francisco, do którego trafia dzięki kapitanowi amerykańskiego statku, który znalazł jego szalupę na Pacyfiku. Nikt nie wierzy w historię marynarza, nie zauważono także żadnego wystąpienia nowego lądu na oceanie. Bohater próbuje jednak odkryć prawdę, aż dociera do "sławnego etnologa, który zdumiał się słysząc z mych ust osobliwe pytania związane ze starożytną filistyńską legendą o Dagonie, Bogu-Rybie; spostrzegłszy jednak, że jego poglądy są beznadziejnie konwencjonalne, rychło zaprzestałem mych dociekań". Bohatera dręczą koszmary nocne oraz wizje potwora, które próbuje początkowo łagodzić morfiną, jednak wkrótce przestaje ona wystarczać. Opowiadanie kończy się, gdy narrator słyszy niepokojące odgłosy za drzwiami swojego mieszkania. Wtedy wyskakuje przez okno, odbierając sobie w ten sposób życie.

## Inspiracje
Lovecraft pisząc "Dagona" zainspirował się mitami o czczonym przez semickie ludy bogu o imieniu Dagon lub Dagan. Przedstawiany był on pod postacią bestii o rybiej głowie.

## Mitologia Cthulhu
Dagon jest pierwszym wymyślonym bóstwem należącym do panteonu bóstw Lovecrafta (tzw. Wielkich Przedwiecznych).